# 柳漢烈
柳 漢烈（ユ・ハニョル、朝鮮語: 유한열/柳漢烈、1938年1月15日 - ）は、大韓民国の政治家。第10・11・12・13・16代韓国国会議員。
本貫は文化柳氏。仏教徒。政治家の柳珍山は父。リュ・ハニョル（漢字同、류한열）など、いくつかの別表記がある。

## 経歴
日本統治時代の全羅北道（現・忠清南道）錦山郡出身。延世大学校2年中退、ルーズベルト大学卒。イリノイ州社会福祉局長を務めた後、1971年の大統領選挙での父の柳珍山の立候補を手伝うために1970年に帰国した。その後は国会議員を5期務めたほか、列国議会同盟（IPU）国際理事、AIPO韓国代表理事、民主韓国党事務総長、韓日議員連盟幹事、新民党副総裁、国会動力資源委員会委員長を歴任し、ハンナラ党においては党務委員、第15代・16代大統領選挙対策委員長、忠清南道支部長、運営委員、常任運営委員、常任顧問などを歴任した。

## 不祥事
2008年8月、国防部の納品請託の見返りに企業から2億3千万ウォンの賄賂を受けた疑いで拘束・収監された。同年12月に懲役1年6か月の刑を宣告された。2009年4月の控訴審では懲役10か月、追徴金2億3千万ウォンの刑を宣告された。